# Brazilská mužská basketbalová reprezentace
Brazilská mužská basketbalová reprezentace reprezentuje Brazílii v mezinárodních soutěžích v basketbalu.

## Mistrovství světa
| Rok/pořádající země                   | Účast                            |
| ------------------------------------- | -------------------------------- |
| MS 1950 Argentina                     | 4. místo                         |
| MS 1954 Brazílie                      | Stříbrná medaile                 |
| MS 1959 Chile                         | Zlatá medaile                    |
| MS 1963 Brazílie                      | Zlatá medaile                    |
| MS 1967 Uruguay                       | Bronzová medaile                 |
| MS 1970 Jugoslávie                    | Stříbrná medaile                 |
| MS 1974 Portoriko                     | 6. místo                         |
| MS 1978 Filipíny                      | Bronzová medaile                 |
| MS 1982 Kolumbie                      | 8. místo                         |
| MS 1986 Španělsko                     | 4. místo                         |
| MS 1990 Argentina                     | 5. místo                         |
| MS 1994 Kanada                        | 11. místo                        |
| MS 1998 Řecko                         | 10. místo                        |
| MS 2002 USA                           | 8. místo                         |
| MS 2006 Japonsko                      | 19. místo                        |
| MS 2010 Turecko                       | 9. místo                         |
| MS 2014 Španělsko                     | 6. místo                         |
| MS 2019 Čína                          | 13. místo                        |
| MS 2023 Filipíny, Japonsko, Indonésie | 13. místo                        |
| Celkem                                | Účast – 19× · – 2× · – 2× · – 2× |

## Olympijské hry
| Rok/pořádající země | Účast                            |
| ------------------- | -------------------------------- |
| Berlín 1936         | 9. místo                         |
| Londýn 1948         | Bronzová medaile                 |
| Helsinky 1952       | 6. místo                         |
| Melbourne 1956      | 6. místo                         |
| Řím 1960            | Bronzová medaile                 |
| Tokio 1964          | Bronzová medaile                 |
| Mexiko 1968         | 4. místo                         |
| Mnichov 1972        | 7. místo                         |
| Montreal 1976       | Ne                               |
| Moskva 1980         | 5. místo                         |
| Los Angeles 1984    | 9. místo                         |
| Soul 1988           | 5. místo                         |
| Barcelona 1992      | 5. místo                         |
| Atlanta 1996        | 6. místo                         |
| Sydney 2000         | Ne                               |
| Atény 2004          | Ne                               |
| Peking 2008         | Ne                               |
| Londýn 2012         | 5. místo                         |
| Rio de Janeiro 2016 | 9. místo                         |
| Tokio 2020          |                                  |
| Celkem              | Účast – 15× · – 0× · – 0× · – 3× |